# Підзамочок (гміна)
Гміна Підзамочок — сільська гміна у Бучацькому повіті Тернопільського воєводства Другої Речі Посполитої. Адміністративним центром ґміни був Підзамочок.
Гміна утворена 1 серпня 1934 року в рамках реформи на підставі нового закону про самоуправління (23 березня 1933 року).
Площа гміни — 101,08 км²

Кількість житлових будинків — 2272

Кількість мешканців — 11916
Нову гміну було створено на основі гмін: Звенигород, Медведівці, Нагірянка, Новоставці, Пилява, Підлісся, Зелена, Підзамочок